# Камаринская (Глинка)
«Камаринская» — симфоническое произведение, написанное М. И. Глинкой в 1848 году в Варшаве. Близка к жанру фантазии и увертюры. Построена на вариационном развитии двух разнохарактерных русских народных тем — свадебной и плясовой (камаринской). Оказала большое влияние на развитие русской симфонической музыки; хрестоматийным стало высказывание П. И. Чайковского о том, что вся русская симфоническая школа заключена в ней, «как весь дуб в желуде».

## История
«Камаринская» была написана в Варшаве, в августе-сентябре 1848 года. К тому времени Глинка уже был известным композитором, автором двух опер. Сам он подробно вспоминал в своих «Записках» об обстоятельствах её возникновения: «В то время случайно я нашел сближение между свадебною песнею „Из-за гор, гор высоких, гор“, которую я слышал в деревне, и плясовою Камаринскою, всем известною. И вдруг фантазия моя разыгралась, и я вместо фортепиано написал пьесу на оркестр под именем „Свадебная и плясовая“».

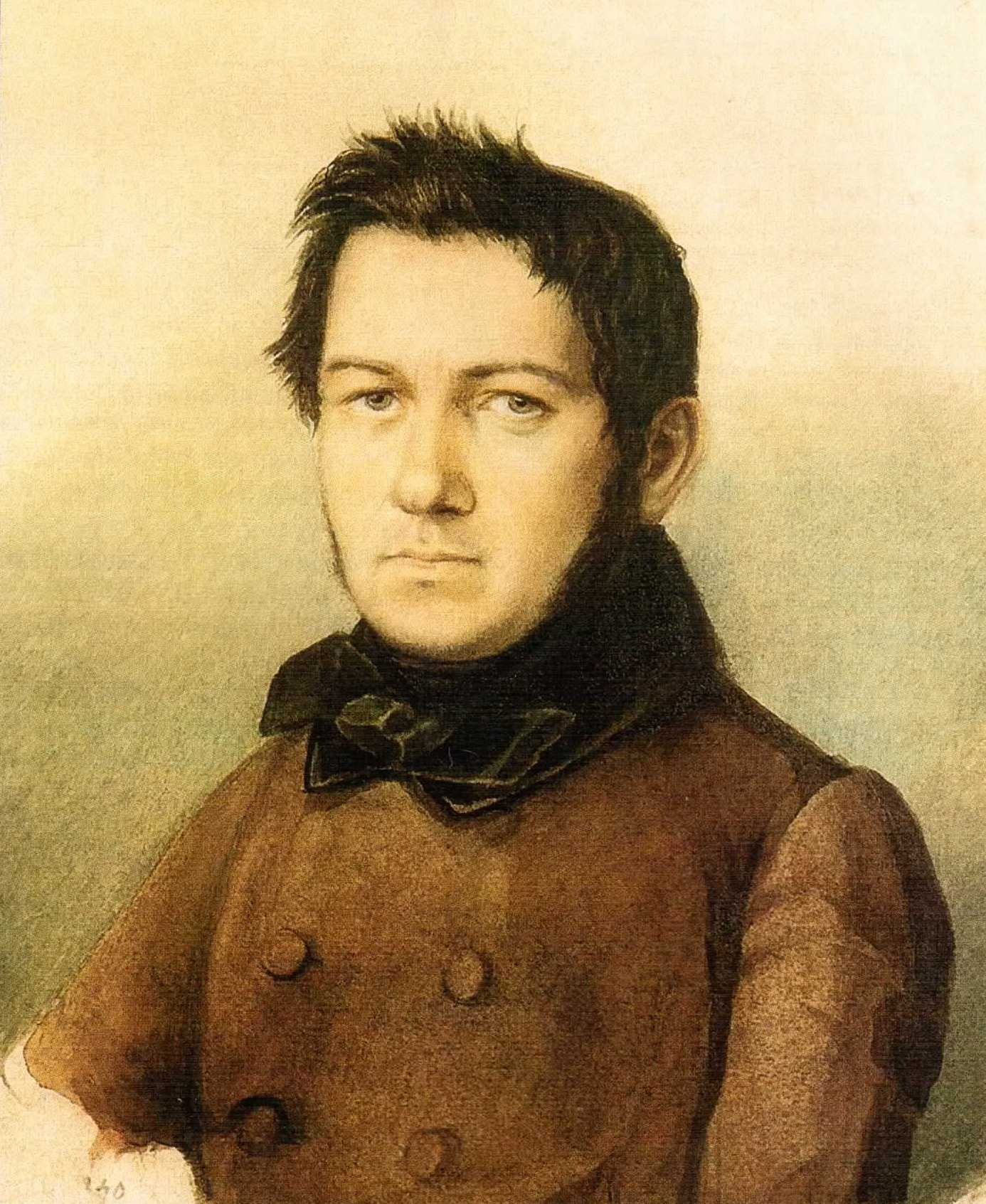
М. Глинка. Портрет работы Я. Ф. Яненко. 1840-е гг.

Сохранились воспоминания современников о том, как Глинка работал над своим произведением. Так, хорошо знавший композитора П. П. Дубровский пишет, что тот долгое время обдумывал будущую пьесу, прежде чем приняться за её окончательную отделку. Далее Дубровский вспоминает о том, как Глинка работал над партитурой: «Она совершенно была готова в его воображении; он записывал её как обыкновенный смертный, записывающий какие-нибудь беглые заметки, и в то же время разговаривал и шутил со мной. Вскоре пришли два-три приятеля, но он продолжал писать при громком хохоте и говоре, нисколько этим не стесняясь, — а между тем передавалось нотными знаками одно из самых замечательных его произведений».
Другие современники Глинки, в частности, В. В. Стасов, вспоминают о том, как композитор впервые исполнял ещё находившееся в процессе становления произведение: «Когда Глинка играл нам тогда свою „Камаринскую“ с миллионом все новых и новых вариаций, так как „Камаринская“ вовсе ещё не получила окончательного вида, я … часто просил его повторить вот такую или такую вариацию, игранную им нам в прошлый или предпрошлый раз. Но часто они были уже у него забыты, и вместо них он фантазировал всё новые и новые — без конца; наше восхищенье было в таких случаях беспредельно». Сходное свидетельство оставил и В. П. Энгельгардт: «Позже с don Pedro он играл в три руки импровизации на „Камаринскую“. Иногда выходили удивительные вариации. Жаль, что не было граммофона, чтобы фиксировать. Вышло бы несколько целых фантазий, и отличных».
Первое исполнение «Камаринской» состоялось — с большим успехом — 18 марта 1850 года в Петербурге. Глинка, всё ещё находившийся в Варшаве, при нём не присутствовал и впервые услышал своё произведение лишь в апреле 1852 года. Партитура впервые была издана в 1860 году.

## Состав оркестра
Состав оркестра в «Камаринской» весьма ограничен:
2 флейты, 2 гобоя, 2 кларнета, 2 фагота, 2 валторны, 2 трубы, тромбон, литавры, струнные.

## Общая характеристика

### Место в творчестве Глинки
«Камаринская» относится к зрелому периоду творчества композитора. В. А. Цуккерман назвал её «сгустком творческого опыта Глинки, кульминацией, которая завершила его искания в области симфонизации русской народной музыки». В 1845 году, в письме своему близкому другу, поэту Нестору Кукольнику, сам Глинка следующим образом говорит о задаче, которую поставил перед собой в области симфонического творчества: «Я решился обогатить свой репертуар несколькими … концертными пьесами для оркестра под именем fantaisies pittoresques. Доселе инструментальная музыка делилась на два противуположные отдела: квартеты и симфонии, ценимые немногими, устрашают массу слушателей своими глубокими и сложными соображениями, а собственно так называемые концерты, варьяции и пр. утомляют ухо несвязностью и трудностями. Мне кажется, что можно соединить требования искусства с требованиями века и … писать пьесы, равно докладные знатокам и простой публике». «Fantaisies pittoresques» (живописные фантазии), о которых говорит Глинка, — это, в его понимании, не сложные многочастные произведения, а музыка, воплощённая в сжатые, лёгкие для восприятия и вместе с тем высокохудожественные формы.
К народным темам Глинка многократно обращался начиная с ранних этапов своего творчества. В 1834 году он написал сочинение, предваряющее «Камаринскую» в плане объединения двух контрастных по характеру народных песен, медленной и быстрой, — «Симфонию на две русские темы». Хронологически же «Камаринской» непосредственно предшествовали две «испанские» увертюры Глинки: «Арагонская хота» и «Воспоминание о летней ночи в Мадриде». Исследователями не раз высказывалось мнение, что они послужили для Глинки стимулом для написания «Камаринской», в том числе и потому, что в них он обрёл опыт многостороннего осмысления национального (в данном случае испанского) начала. Все три произведения образуют особую группу, в которой наиболее ярко выразились принципы зрелого глинковского симфонизма.

### Вопрос жанра
В музыковедческой литературе не раз поднимался вопрос о жанровой принадлежности «Камаринской». В первом издании партитуры она названа «фантазией». Сохранились свидетельства о том, что сам Глинка называл её «русским скерцо». Позднее сложилась традиция относить её к симфоническим увертюрам.
Несомненно, в «Камаринской» есть черты всех перечисленных жанров. Определение её как «фантазии», вероятно, в наибольшей степени соответствовало особенностям оригинальной, свободной композиции и было наименее «обязывающим» для самого композитора. Присущие этой музыке юмор, добродушие и жизнерадостность придают ей черты скерцозности. И, наконец, по значительности содержания и психологической глубине «Камаринская» нисколько не уступает испанским увертюрам Глинки, с которыми её сближают также особенности симфонического метода.

### Музыка

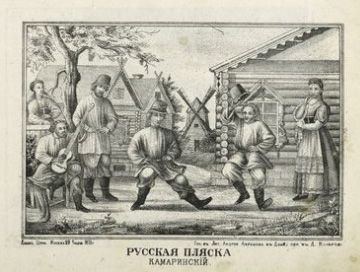
Русская пляска (Камаринская). Лубок 1860-х — 1880-х годов

В основу увертюры легли две народные песни: свадебная «Из-за гор» и плясовая «Камаринская». (Примечательно, что первоначальное название произведения, данное ему самим композитором, — «Свадебная и плясовая», тогда как название «Камаринская» предложил позднее В. Одоевский.) Первой из них, зафиксированной во множестве вариантов и особенно нравившейся Глинке, свойственна плавность, величавость, торжественная неторопливость. Вторая, плясовая «Камаринская», широко известна и как песня, и как инструментальный наигрыш. Она также насчитывает множество разнообразных версий; Глинка обобщил в своей музыке их основные, наиболее характерные черты. Таким образом, обе песни, одна из которых воплощает лирическое, а другая — празднично-игровое начало, имеют общенациональный, типический характер.
«Камаринская» построена на поочерёдном развитии обеих тем, причём Глинка, в соответствии с традициями народного стиля, вводит всё новые и новые варианты. Произведение начинается унисонным звучанием всего оркестра; завершает вступление мощный аккорд tutti. После генеральной паузы струнные проводят тему свадебной песни в мягком трёхдольном ритме, которая переходит затем к деревянным духовым. Весь первый раздел представляет собой группу полифонических вариаций, опирающихся на традиции многоголосия русской народной музыки.
Основной раздел, разделяющийся на две группы вариаций (по семи в каждой), посвящён разработке плясовой темы. После повторения начальных унисонов постепенно разворачивается живая, задорная камаринская — вначале у одних скрипок, потом в противосложение к ним вступают альты. Её двухдольный ритмический строй звучит резким контрастом к первоначальной теме. По словам О. Е. Левашёвой, разные инструменты здесь словно бы выкидывают неожиданные «коленца», вызывая в воображении картины русской пляски. Наконец, в седьмой вариации неожиданно вступает гобой, и плясовая тема внезапно приобретает черты свадебной.
После короткого «затишья» звучность вновь нарастает, переходя в праздничное ликование. Обе мелодии то чередуются, то звучат вместе, при этом тема камаринской получает новую гармоническую окраску, проводится в разных тембрах, регистрах и ритмах. Б. В. Асафьев замечает по этому поводу, что «мысль Глинки ставит мысль слушателя в постоянное изумление перед неисчерпаемостью плясовой темы».
Последний раздел построен на динамических и тембровых контрастах; кроме того, в нём ощущается и юмористический подтекст, выражающийся в остроумных ритмических комбинациях. В какой-то момент оркестр умолкает и остаются только первые скрипки, в чьей партии звучит начало мелодии камаринской. Постепенно к ним присоединяются другие инструменты — струнные, фаготы, гобои, трубы, кларнеты, флейты, литавры — и звучность нарастает до фортиссимо. Внезапно всё исчезает; лишь первые скрипки продолжают еле слышно вести тему, и в ответ им раздаётся отзвук валторн. Наконец, плясовая тема звучит в последний раз громко и ярко, обрываясь на финальном аккорде tutti.

## Рецепция
Первое исполнение «Камаринской» состоялось 15 марта 1850 года в Петербурге, в концерте Общества посещения бедных, организованном по инициативе В. Ф. Одоевского. Пьеса имела успех; публика потребовала повторения. Однако впоследствии Глинка, вспоминая об этом концерте, посвятил ему в «Записках» следующий иронический пассаж: «Могу уверить, что я руководствовался при сочинении этой пьесы единственно внутренним музыкальным чувством, не думая ни о том, что происходит на свадьбах, как гуляет наш православный народ и как может запоздалый пьяный стучать в дверь, чтобы её ему отворили. Несмотря на это, Ф. М. Толстой (Ростислав) на репетиции „Камаринской“ (как я впоследствии по совету князя Одоевского назвал эту пьесу) сам говорил мне, что он, объясняя государыне-императрице (ныне вдовствующей) Александре Фёдоровне <…> сказал её величеству, что это место изображает, как пьяный стучится в двери избы. Это соображение мне кажется приятельским угощением, которым не раз потчуют в жизни». Е. М. Левашёв, комментируя этот эпизод, объясняет, что само слово «Камаринская» неизбежно должно было вызывать в памяти слушателей соответствующие народные тексты, «восходящие к темам беспробудного пьянства, фекалий, похотливого блуда». Глинка же всячески противостоял толкованию своего произведения в духе программности. Кроме того, как известно, узкая конкретизация названия пьесы принадлежала не ему; сам Глинка создавал в ней обобщённый образ свадебной и плясовой песен.
Е. М. Левашёв замечает также, что со временем вокруг «Камаринской» «начала формироваться атмосфера некоего всеохватывающего мифотворчества»: в ней стремились видеть «нечто максимально отвечающее идеалу самых высоких национально-патриотических чаяний». Постепенно это привело не только к расхождению между авторским замыслом и восприятием публики, но и к переосмыслениям со стороны исполнителей.
Б. В. Асафьев также полагает ошибочным подобное смещение акцентов и непременное «выявление специфики национального как якобы основной цели Глинки». Возражая против любого рода «натуралистических» и «народно-национальных» толкований «Камаринской» в частности и творчества Глинки вообще, он подчёркивает, что главным стремлением композитора было «выйти в своём искусстве к общечеловеческому содержанию».

## Значение и влияние
Хрестоматийным стало высказывание П. И. Чайковского, в 1888 году записавшего в своём дневнике: «Русских симфонических сочинений написано много, можно сказать, что имеется настоящая русская симфоническая школа. И что же? Вся она в „Камаринской“, подобно тому, как весь дуб в желуде. И долго из этого богатого источника будут черпать русские авторы, ибо нужно много времени и много сил, чтобы исчерпать всё его богатство».
«Камаринская», действительно, оказала большое влияние на развитие «русского жанра» в симфонической музыке и, отчасти, на русский симфонизм в целом. В первую очередь созданная ей традиция нашла продолжение в одночастных симфонических произведениях (увертюрах, фантазиях), в числе которых «Козачок» и «Баба-Яга» Даргомыжского, увертюры на русские темы Балакирева и Римского-Корсакова, «Русская фантазия» Глазунова и пр. Однако влияние «Камаринской» вышло за пределы симфонического жанра. Разработанные Глинкой вариационные принципы нашли отражение и в оперной классике (как песенных, так и инструментальных эпизодах), и в авторских обработках народных песен (примером могут служить «Восемь русских народных песен для оркестра» Лядова), и в широком круге разножанровых произведений Чайковского, Римского-Корсакова, Хачатуряна, Глиэра и др.

## Комментарии
1. ↑  Имеется в виду Педро Фернандес, компаньон и секретарь Глинки, приехавший с ним в Россию из Испании.
2. ↑  Интересно, что задолго до Глинки к теме «Камаринской», известной в Европе как «русский танец», обращались Гайдн, Бетховен и ряд других композиторов[23][15].
3. ↑  Имеется в виду звучание валторн в 235–266 тактах партитуры[15].